# Ерик Ла Сал
Ерик Ки Ла Сал (на английски: Eriq Ki La Salle) е американски актьор. Роден е на 23 юли 1962 г. в Хартфорд, Кънектикът.
Известен е с ролите си на Дарил в комедията от 1988 г. „Пристигане в Америка“ и на д-р Питър Бентън от телевизионния сериал на NBC „Спешно отделение“. Ла Сал е номиниран за наградите Еми и Златен глобус и е носител на три отличия на Гилдията на телевизионните актьори.

## Избрана филмография
- „Логан“ (2017)
- „Безследно изчезнали“ (2006, 1 епизод)
- „Зоната на здрача“ (2003, 1 епизод)
- „Спешно отделение“ (1994 – 2002)
- „Бързи момчета“ (2003)
- „Експресно фото“ (2002)
- „Квантов скок“ (1992, 1 епизод)
- „Пристигане в Америка“ (1988)